# Торторето
Торторѐто (на италиански: Tortoreto) е град и община в Южна Италия, провинция Терамо, регион Абруцо. Разположен е на 239 m надморска височина. Населението на общината е 11 451 души (към 2014 г.).